# Rhingia basalis
Rhingia basalis är en tvåvingeart som beskrevs av Meijere 1924. Rhingia basalis ingår i släktet näbblomflugor, och familjen blomflugor. Inga underarter finns listade i Catalogue of Life.